# کوارتت زهی شماره ۲ (بتهوون)

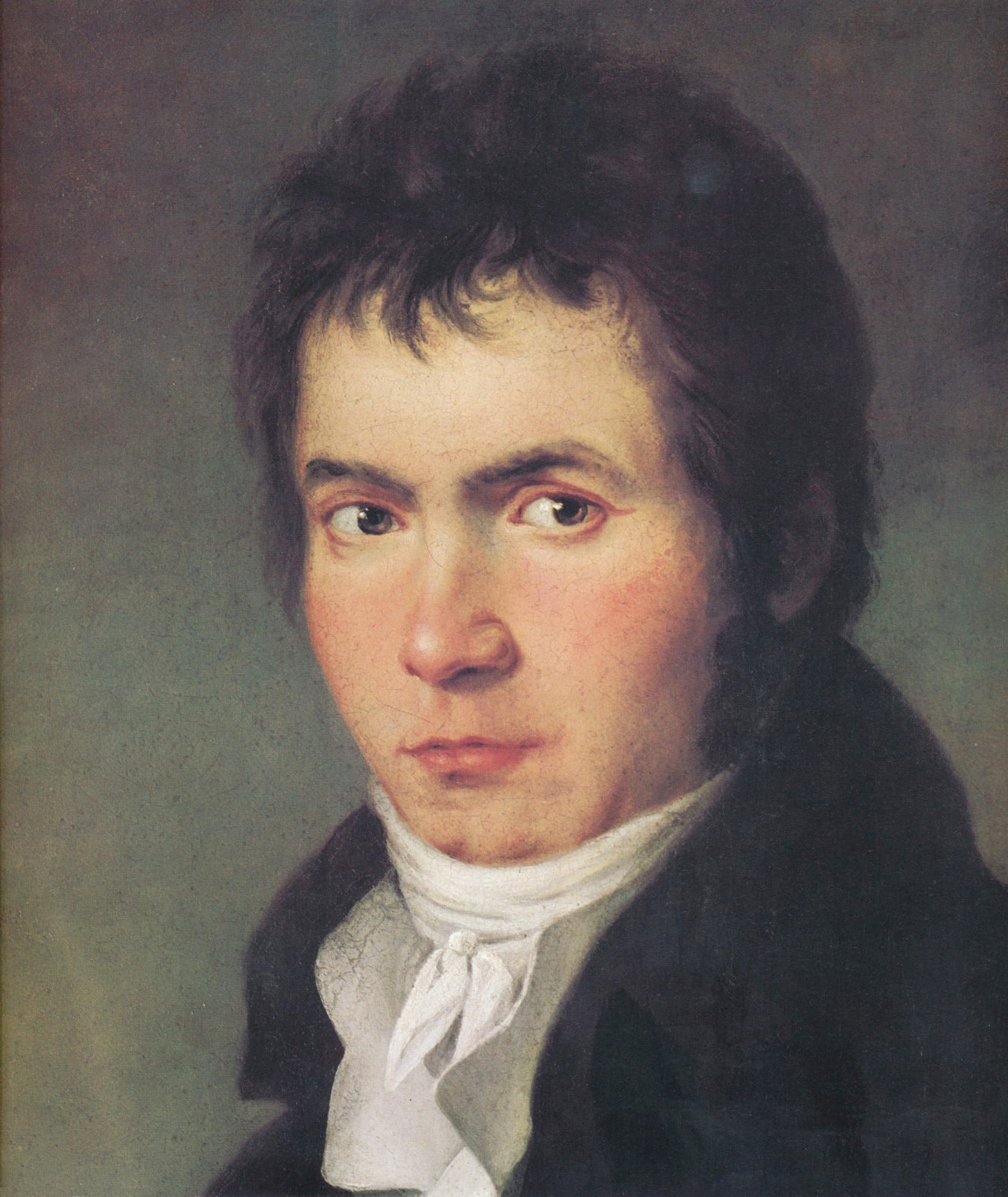
یک نقاشی از بتهوون

کوارتت زهی شماره ۲، اثر لودویگ فان بتهوون، در سُل ماژور، اُپوس ۱۸، شمارهٔ ۲، یک کوارتت زهی برای دو ویولن، یک ویولا، و یک ویولنسل است که آهنگساز آن را میان سال‌های ۱۷۹۸ و ۱۸۰۰ در چهار موومان تصنیف کرد و در سال ۱۸۰۱ انتشار یافت.
بتهوون کوارتت‌های شش‌گانهٔ اپوس ۱۸ (ازجمله این کوارتت) را به شاهزاده یوزف فرانتس فون لوبکوویتس تقدیم کرد.

## ساختار
کوارتت شماره ۲ چهار موومان دارد:
1. آلگرو (در سُل ماژور)
2. آداژیو کانتابیله ـ آلگرو ـ تِمپوی اول (در دو ماژور)
3. اسکرتسو: آلگرو (در سُل ماژور)
4. آلگرو مولتو، کوازی پرِستو[۱] (در سُل ماژور)

از میان کوارتت‌های زهیِ پنج‌گانهٔ اُپوس ۱۸ بتهوون، کوارتت شماره ۲ بیشتر بر سنت موسیقی قرن هجدهم مبتنی است.
بتهوون، نام مستعارِ «کمان و کمان‌داران» (به آلمانی: Komplimentier-Quartett) را برای این کوارتت برگزید؛ نامی که یوزف هایدن بر یکی از آخرین کوارتت‌هایش (اُپوس ۷۷، شماره ۱، به تاریخِ ۱۷۹۹) گذاشته بود. هایدن، که همان زمان استادِ بتهوون بود، اثرش را در سال ۱۷۹۹، تصنیف کرد. به این ترتیب، دو کوارتتِ زهی تقریباً به‌طور هم‌زمان تصنیف شده‌اند یا تاریخِ تصنیفشان بسیار نزدیک به هم است. از نظر ترکیب نیز شباهت‌هایی میانِ دو کوارتت وجود دارد و کلیدِ هر دو کوارتت «سُل ماژور» است.
بتهوون، پس از به پایان رساندنِ تصنیفِ این کوارتت، از موومانِ دوم (موومانِ آهسته) راضی نبود و یک موومانِ جایگزین نوشت. طرح‌های اصلیِ موومانِ دوم باقی است و بَری کوپِر، بتهوون‌شناس و موسیقی‌شناسِ معروف، نسخهٔ کاملی از آن را بازسازی کرده‌است. اجرای عمومیِ این موومانِ بازسازی‌شده اولین بار توسط «کوارتتِ دانِل» در سالن کنسرتِ «کازمو رُودوالد» در «مرکزِ مارتین هَریس»، دانشگاه منچستر، در ۳۰ سپتامبر ۲۰۱۱ اجرا شد.
اجرای کاملِ این اثر به‌طور معمول حدود ۲۳ دقیقه طول می‌کشد.